# Ciridops anna
Ula-ai-hawane, ou ula-ai-havane (Ciridops anna) é uma espécie extinta de ave passeriforme que era endêmica do Havaí. Foi descrita cientificamente pelo ornitólogo Sanford Ballard Dole em 1879. Localmente, é conhecida pelo nome popular de ʻUla-ʻai-hawane.